# Marius Tincu
Marius Tincu, nascut el 7 d'abril de 1978 a Vanatori (Romania), és un jugador de rugbi a XV que ocupa el lloc de taloner. La seva alçada és d'1,81 i pesa 110 kg El gener de 2007 va obtenir la nacionalitat francesa. El seu debut internacional va ser el 3 de febrer de 2002 amb la selecció de rugbi de Romania contra Portugal. Ha jugat a Rouen, La Testa, Pau, i des de la temporada 2005-2006 juga a la Unió Esportiva Arlequins de Perpinyà (USAP).